# Abdelkader Cadi
Pour les articles homonymes, voir Cadi (homonymie).
Abdelkader Cadi, né le 25 janvier 1904 à Batna en Algérie et mort le 25 janvier 1955 au même lieu, est un homme politique français.

## Biographie
Il est deux fois député. La première fois, il est indépendant, musulman pour la défense du fédéralisme algérien et le deuxième mandat avec la formation politique de l'Union démocratique et socialiste de la Résistance. 